# Цанері

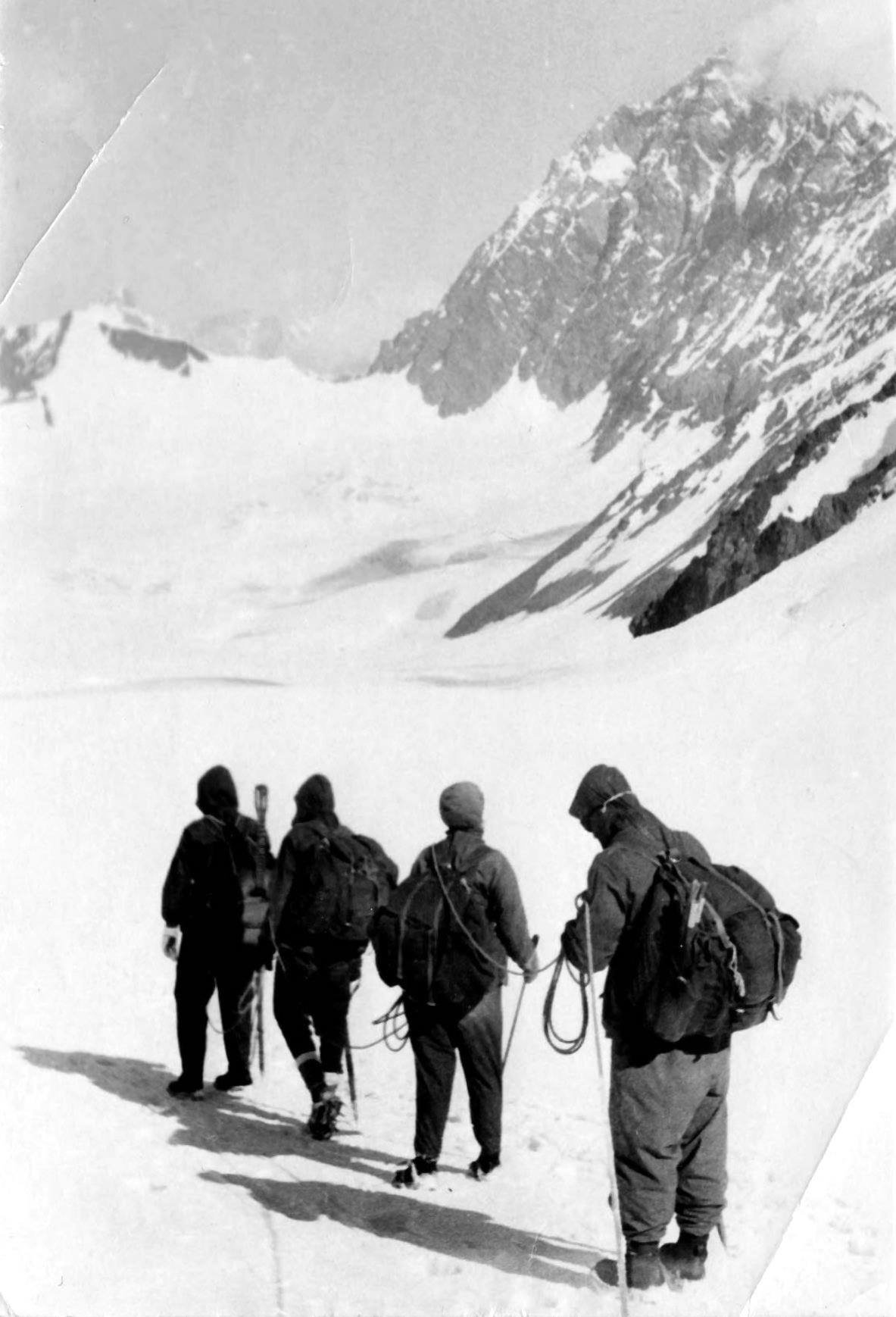
На шляху до перевалу Сімох з перевалу Верхній Цанер. Праворуч — г. Тіхтенген, ліворуч — гірський хребет Нашкодра. Прямо перед групою — льодовик Цаннер (його початок).

Цанері (Цаннер;.груз. წანერი) — складний долинний льодовик на південному схилі Головного Кавказького хребта (Грузія).
Довжина льодовика становить 10,1 км, площа — 28,8 км². Область живлення знаходиться на висотах до 4150 м і поблизу гребеня змикається з фірновим басейном льодовика Безенгі, що тече на північ. Фірнова лінія лежить на висоті 3190 м; язик льодовика спускається до 2390 м і дає початок річці Мулхра, правій притоці Інгурі. З початку ХХ століття кінець льодовика відступив на 1,5 км; в даний час цей процес триває.
Назва льодовика зі сванської мови перекладається як «небо».